# イ・ソリスティ・ヴェネティ
イ・ソリスティ・ヴェネティ（I Solisti Veneti）は、イタリア・ヴェネツィアを本拠地とする弦楽アンサンブルである。ヴェネツィア合奏団、ヴェネツィア室内合奏団とも呼ばれる。曲により管楽器も参加する。

## 沿革・概要
1959年にクラウディオ・シモーネにより設立された。レパートリーはバロックを中心に近代の弦楽合奏曲まで演奏する。知られざる作品の紹介を積極的に行い、日本へのツアーも頻繁に行っている。
レコーディングは、シモーネ指揮でヴィヴァルディの各種作品集、ロッシーニの歌劇「アルミーダ」、ペルゴレージの「スターバト・マーテル」、ブーニン独奏でモーツァルトのピアノ協奏曲集などがある。
なお、1987年に同じヴェネツィアで結成されたインテルプレティ・ヴェネツィアーニ（Interpreti Veneziani）も、日本ではヴェネツィア室内合奏団と呼ばれることがあり、両者の区別には注意を要する。